# Мејзомејни, Висконсин
Мејзомејни, Висконсин (енгл. Mazomanie) град је у америчкој савезној држави Висконсин.

## Демографија
По попису из 2010. године број становника је 1.652, што је 167 (11,2%) становника више него 2000. године.
| Група             | 2000.         | 2010.         |
| Белци             | 1.421 (95,7%) | 1.549 (93,8%) |
| Афроамериканци    | 13 (0,9%)     | 28 (1,7%)     |
| Азијати           | 1 (0,1%)      | 19 (1,2%)     |
| Хиспаноамериканци | 29 (2,0%)     | 39 (2,4%)     |
| Укупно            | 1.485         | 1.652         |